# شراب شیراز
شراب شیراز یکی از گونه‌های شراب است که از انگور قرمز که تلفیق یا پیوندی است از دو نوع انگور به نام‌های موندوز بلانش و انگور دورزا که هر دو نوع در نواحی دره رون در جنوب شرقی دهقون فرانسه بار می‌آیند، ساخته می‌شود

## توقف تولید در ایران
شراب شیراز در شیراز پیش از انقلاب سال ۱۳۵۷ به صورت رسمی تولید می‌شد، اما پس از انقلاب تولید آن به صورت رسمی خاتمه یافت، اما همچنان به صورت غیررسمی تولید آن ادامه دارد. صادرات شراب شیراز به هندوستان به وسیله بازرگانان اروپایی در سده ۱۵ ثبت شده است.

## رواج در غرب

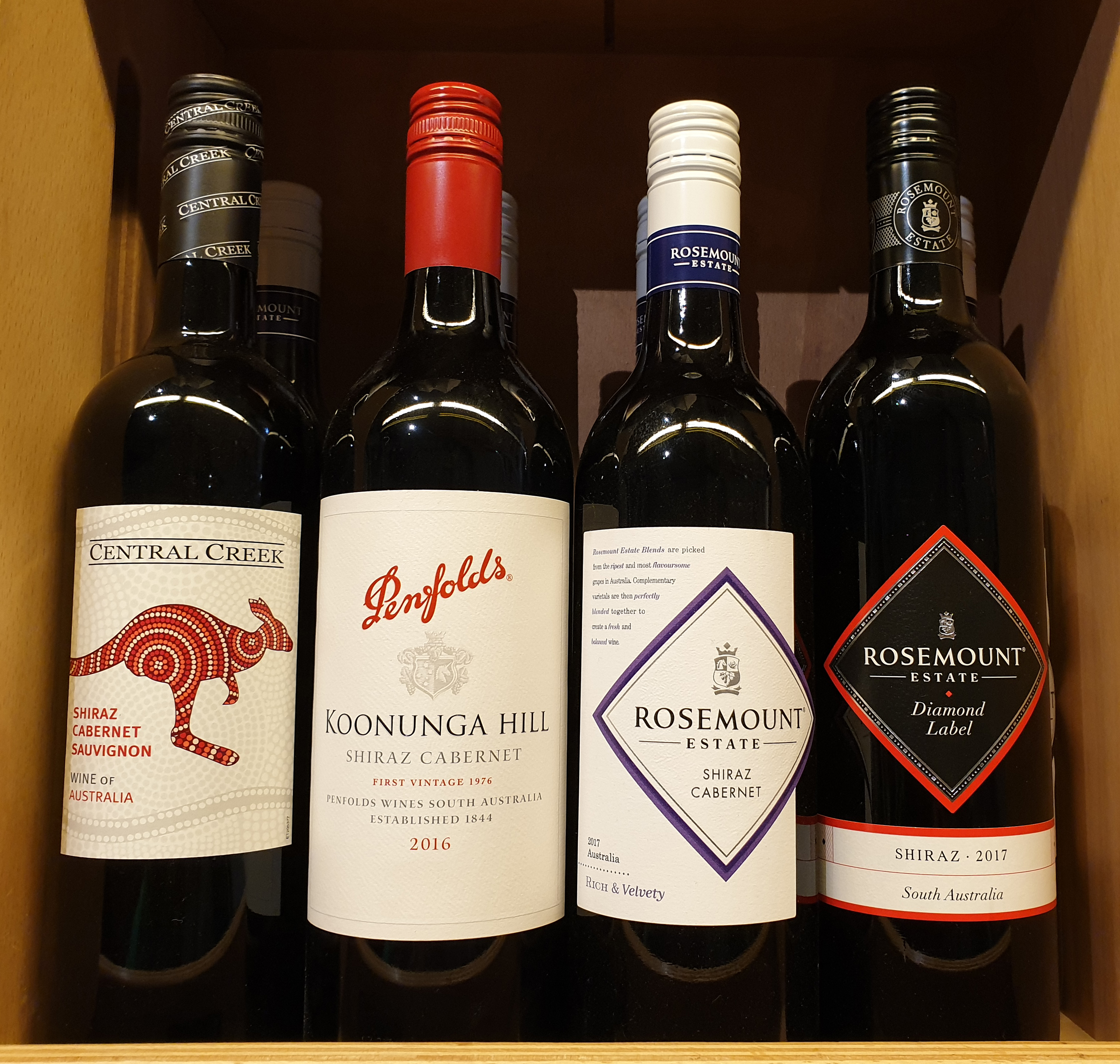
چهار بطری شراب شیراز در فروشگاه مترو در شهر لینز در اتریش

با پیشینه تاریخی و اسطوره‌ای ایران در شراب‌سازی، جای شگفتی نیست که اصل و منشأ «شراب شیراز» نیز به ایران زمین نسبت داده شود. در این باره روایت‌هایی رواج دارد که در برخی مآخذ به آن‌ها اشاره شده است.
قدیمی‌ترین روایت این است که سپاهیان اسکندر در جریان فتوحات خود در ایران، به کیفیت مرغوب و بالای شراب پارس پی بردند و تعدادی از اصله‌های تاکستان این دیار را با خود به اروپا بردند و در شمال مدیترانه کشت کردند.
روایت دیگر این است که جنگ‌جویی صلیبی به نام گی دوسترمبرگ که در سده‌های میانه برای دفاع از آیین مسیحیت به خاورمیانه آمده بود، نهال یا بن تاک را در قرن دوازدهم از شیراز با خود به اروپا برد و آن را در کشت‌زارهای حاصل‌خیز جنوب فرانسه پرورش داد. همین انگور است که بعدها در ناحیه شمال دره رون نام شیراز یا سیرا گرفت.
آخرین داستان هم این است که پس از انقلاب اسلامی، چون تولید شراب در جمهوری اسلامی منع شده بود، برخی از مؤسسات خصوصی یا دولتی، اصله‌های مربوط را به شرکتی استرالیایی فروختند.

## پیشینه اساطیری شراب
در اساطیر و افسانه‌های ایرانی نیز کشف شراب به ایرانیان نسبت داده شده است. در برخی از افسانه‌ها شراب یکی از نوآوری‌های بی‌شمار شاه جمشید دانسته شده است.
در کتابی به عنوان نفایس الفنون فی عرایس العیون داستان زیر نقل شده است:
شاه جمشید به جمعی از زیردستان خود فرمان داد که گیاهان گوناگون را بکارند و میوه آن‌ها را امتحان کنند. چون میوه درخت انگور (تاک، مو یا رز) را چشیدند، آن را شیرین یافتند.
جمشید دستور داد تا آب آن را بگیرند و در خمره کنند. پس از مدتی در عصاره انگور تغییری پدید آمد و مزه آن از شیرینی به تلخی گذاشت. جمشید در خمره را مُهر کرد و دستور داد که هیچ‌کس از آن افشره ننوشد؛ زیرا پنداشت که زهر است.
جمشید کنیزکی زیبا داشت که به سردردی مزمن دچار بود و هیچ پزشکی درمان او نتوانسته بود. کنیزک که از زندگی سیر شده بود، بر آن شد که با نوشیدن قدری از آن «زهر» خود را از عذاب زندگی راحت کند. قدحی چند از محتوای خمره نوشید. نخست سست شد و سپس به خوابی سنگین فرورفت.
اطرافیان جمشید یقین کردند که کنیزک مرده و به دیار نیستی شتافته است؛ اما روز بعد آن زیبارو از خواب بیدار شد، آن هم به گونه‌ای که از شادی و شعف بر پای خود بند نبود! سردرد قدیمی او نیز برای همیشه درمان شد. جمشید که از خاصیت نوشابه تازه به وجد آمده بود، دانست که به مشروبی گوارا و نشاط‌بخش دست یافته است. جشنی بزرگ به پا کرد و در آن خود و اهالی کشور به می‌خواری پرداختند.
حکیم عمر خیام در رساله نوروزنامه کشف شراب را به شاه شمیران از بستگان جمشید نسبت می‌دهد.
عمر خیام در نوروزنامه در بخش «گفتار اندر منفعت شراب» آورده است که: «دانایان طب چنین گفته‌اند که هیچ چیز در تن مردم نافع‌تر از شراب نیست، خاصه شراب انگوری تلخ و صافی…»